# Patentingenieur
Ein Patentingenieur ist ein Angestellter eines Unternehmens mit einem abgeschlossenen Hochschulstudium im Bereich der Ingenieur- oder Naturwissenschaften, der sich mit den Belangen des gewerblichen Rechtsschutzes befasst. Umgangssprachlich wird der Patentingenieur manchmal auch als „Erfinderberater“ bezeichnet.  
Der Begriff Patentreferent ist eine Stellenbezeichnung unter der sowohl Patentassessoren, Patentingenieure als auch auf dem Gebiet des gewerblichen Rechtsschutzes erfahrene Angestellte ohne abgeschlossenes Ingenieur- oder naturwissenschaftliches Studium eingeordnet werden können. 
Patentingenieure oder Patentreferenten dürfen nur innerhalb ihres Unternehmens auf dem Gebiet des Gewerblichen Rechtsschutzes beraten. Eine Beratung von Dritten wäre ein Verstoß gegen das Rechtsdienstleistungsgesetz, das diese Tätigkeit nur zugelassenen Patentanwälten gestattet. 

## Berufstätigkeiten
Als ein ingenieur- oder naturwissenschaftlich ausgebildeter Fachmann mit spezifischen Zusatzqualifikationen ist der Patentingenieur im Unternehmen vor allem für folgende Aufgaben- und Problemstellungen im Kontext des betrieblichen Patentwesens zuständig:
- Betreuung und Beratung der Fachabteilungen in patentrechtlichen Fragen
- Durchführung von Patentrecherchen
- Prüfung von neuen technischen Entwicklungen auf Schutzfähigkeit und -würdigkeit
- Formulierungen von Patentanmeldungen und Erlangung von Patenten
- Verwaltung des Patentportfolios
- Klärung von Schutzrechtsangelegenheiten
- Verteidigung eigener und Überwachung fremder Schutzrechte
- Übernahme der Mittlerrolle zwischen der Geschäftsführung, den Fachabteilungen und externen Patentanwälten in Fragen des Erfindungs- und Patentwesens
- Unterstützung des Innovationsmanagements
- Mitwirkung bei der Vergabe von Lizenzen an eigenen Schutzrechten bzw. beim Erwerb von Lizenzen fremder Schutzrechte

## Ausbildung
Die Aus- oder Weiterbildung zum Patentingenieur oder Patentreferenten erfolgt über spezielle (Fern-)Studiengänge bzw. Kurse an Hochschulen, die als Kernelement das Themengebiet „Gewerblicher Rechtsschutz“ beinhalten. Der künftige Patentingenieur oder -referent kann auf diesem Weg die notwendigen Fachkenntnisse im Patent-, Gebrauchsmuster-, Geschmacksmuster-, Marken- und Urheberrecht erlangen.
Folgende Studienangebote existieren:
Das zweisemestrige (Fern-)Studium „Gewerblicher Rechtsschutz“ wird von der IP for IP GmbH (Weinheim) in Zusammenarbeit mit der  Friedrich-Schiller-Universität Jena angeboten. Die nebenberufliche Weiterbildung zur/zum „Patentingenieur/in“ (mit vorherigem Ingenieurstudium) bzw. „Patentreferent/in“ schließt mit einem Universitäts-Zertifikat ab.
Als Vollzeit-Präsenzstudiengang wird „Patentingenieurwesen“ in Deutschland an der Ostbayerischen Technischen Hochschule Amberg-Weiden angeboten. Bis zum Sommersemester 2011 mit dem Abschluss „Dipl.-Ing. (FH) für Patentingenieurwesen“ (nach 8 Semestern) und seit dem Wintersemester 2011/2012 mit dem europäisch vereinheitlichten akademischen Grad „Bachelor of Engineering für Patentingenieurwesen“ (nach 7 Semestern). Der Studiengang "Patentingenieurwesen" wird derzeit nicht mehr in Amberg angeboten.
Die AKAD University aus Stuttgart bietet seit Januar 2015 das 9-monatige Fernstudium „Patentingenieurwesen/-management“ an. Es wird mit einem Hochschulzertifikat angeschlossen. Dieses Hochschulzertifikat kann auf den AKAD-Studiengang „Technisches Management – Master of Science“ angerechnet werden, der von ZEvA akkreditiert und von der Staatlichen Zentralstelle für Fernunterricht (ZFU) zugelassen ist.
Die Berliner Hochschule für Technik (BHT) bietet das weiterbildende einsemestrige Fernstudium „Patentrecht für Ingenieure und Naturwissenschaftler / Gewerblicher Rechtsschutz“ an. Es wird mit einem Zertifikat abgeschlossen.
Das PATON Landespatentzentrum Thüringen der Technischen Universität Ilmenau bietet seit Sommersemester 2011 im Rahmen der PATONakademie eine berufsbegleitende Weiterbildung zum Patentingenieur/Patentmanager oder zum Patentrechercheur an. Die Weiterbildung schließt nach der Teilnahme an mindestens 15 Seminaren innerhalb von 2 Jahren und einer bestanden Prüfung mit einem Universitätszertifikat ab.
Die Technische Universität Berlin bietet seit Wintersemester 2016/2017 den Masterstudiengang Patentingenieurwesen an.
Die Ernst-Abbe-Hochschule Jena bietet den berufsbegleitenden Masterstudiengang „Patentingenieurwesen (M. Eng.)“ seit Wintersemester 2015/2016 an und führt diesen in Kooperation mit JenALL e. V., der Weiterbildungsakademie der Friedrich-Schiller-Universität Jena und der Ernst-Abbe-Hochschule Jena, durch.